# Ligament longitudinal antérieur
En anatomie humaine, le ligament longitudinal antérieur (ou ligament vertébral commun antérieur) est une longue bande fibreuse descendant verticalement de la face externe de l'os occipital jusqu'à la face antérieure de la deuxième vertèbre sacrée (S2). Il adhère au périoste de la face antérieure des corps vertébraux et aux disques intervertébraux[source insuffisante]. Il forme une jointure fibreuse de la colonne vertébrale.

## Description
Le ligament longitudinal antérieur s’insère sur la face exocrânienne de la partie basilaire de l'os occipital.
Le ligament est épais et légèrement plus étroit sur les corps vertébraux et plus mince mais légèrement plus large sur les disques intervertébraux.
Entre l'os occipital et l'atlas, le ligament est une étroite bandelette qui s'élargit peu à peu de haut en bas.
Il se poursuit verticalement sur la face antérieure des corps vertébraux et des disques intervertébraux.
Après la troisième vertèbre thoracique le ligament s'étend sur les faces latérales des corps vertébraux jusqu'aux articulations costo-vertébrales.
En région lombaire, la partie latérale du ligament disparaît et le ligament s'étend seulement sur la face antérieure des corps vertébraux.
En région sacrale, le ligament recouvre la première vertèbre sacrée puis se termine sur la deuxième vertèbre sacrée[source insuffisante].
Les fibres se répartissent sur trois couches : une superficielle qui relie trois à quatre vertèbres, une intermédiaire qui relie deux à trois vertèbres et une profonde qui relie les vertèbres voisines.

## Aspect clinique
Le ligament longitudinal antérieur peut se calcifier, provoquant des douleurs dorsales.
Pour corriger une courbure anormale de la colonne vertébrale, comme la cyphose, le ligament peut être chirurgicalement coupé entre deux vertèbres adjacentes. Cette opération est possible en l'absence d'ostéoporose ou de certaines interventions chirurgicales antérieures.